# Río Nechepsujo
El río Nechepsujo (en adigué: Ныджыпсыхьу, Nydzhypsyju, "río poco profundo", y en ruso: Нечепсухо) es un río del krai de Krasnodar, en el Cáucaso Occidental, en el sur de Rusia. Discurre completamente por el raión de Tuapsé. Desemboca en el mar Negro en Novomijáilovski.

## Curso
Nace en las vertientes meridionales del Cáucaso Occidental, 5 km al norte de Podjrebtovoye, de la fusión de los ríos Jolodnaya, Kabaly y Melkonova. Tiene 29 km de longitud en los que discurre en dirección predominantemente suroeste, 290 km² de cuenca y un caudal medio de 14 m³/s. Cuenta con más de 30 afluentes, entre los que cabe destacar el río Psebe, el río Bazanova (que nace en la vertiente sur del monte Dlini Piket -502 m, 8 km), el río Sujaya, el río Kutai y el río Goriachaya (que tienen origen en el monte Goriachaya). Muchos de los afluentes descienden de la vertiente oriental del monte Pliajó (618 m) y del monte Svistun (568 m). En el curso del río se hallan las siguientes localidades, de nacimiento a desembocadura: Podjrebtovoye, Psebe y Novomijáilovski.
Durante las crecidas el caudal del río aumenta considerablemente y arrastra gran cantidad de sedimentos. El valle del río es amplio en su 
parte baja. 

## Historia
En la orilla derecha de la desembocadura del río Psebe se hallan las ruinas de la antigua ciudad cherquesa de Nikopsía.